# Метеорологична станция "Мусагеница"
Метеорологична станция „Мусагеница“ е разположена в жилищния комплекс Мусагеница, близо до метростанция „Мусагеница“, на около 580 м.н.в. Станцията е открита официално на 4 април 2012 г.
Метеорологичната станция е синоптична. На всеки 3 часа се правят измервания на температурата и относителната влажност на въздуха, атмосферното налягане, посоката и скоростта на вятъра, количеството валежи, хоризонталната видимост, количеството облачност.
Температурата и относителната влажност на въздуха се измерват от автоматичен датчик за измерване на температура и влажност, поставен в специално направена метеорологична клетка.
За определяне посоката на вятъра се използва ветропоказател, а скоростта на вятъра се определя по скалата на Бофорт.
Количеството валежи се измерват с дъждомер, а видът време, хоризонталната видимост, количеството и видът облачност се определят от наблюдател.